# Luis Cálix
Luis Gustavo Cálix Fuentes (Miami, Florida, Estados Unidos, 6 de mayo de 1988) es un futbolista estadounidense de origen hondureño. Juega como defensa, su primer equipo fue el Miami FC. Actualmente juega en el Bayamón Fútbol Club de la Puerto Rico Soccer League.
Es hijo del entrenador de fútbol hondureño, Luis Enrique Cálix.

## Trayectoria
Nació en la ciudad de Miami, en Estados Unidos y ahí asistió a la Escuela Preparatoria Gulliver, donde fue miembro de los equipos infantiles y también juveniles. También fue miembro de las reservas del Miami FC, egresado de la escuela de soccer Kendall, en la cual su padre era entrenador. Años más tarde fue ascendido al primer equipo del Miami FC que posteriormente tomó el nombre de Fort Lauderdale Strikers, salió de esta institución en el año 2013 cuando él y su padre llegaron al Club Deportivo Parrillas One de Honduras, con este club juega actualmente Luis Cálix.

## Clubes
| Club                         | País           | Año         |
| ---------------------------- | -------------- | ----------- |
| Miami FC                     | Estados Unidos | 2007 - 2011 |
| Fort Lauderdale Strikers     | Estados Unidos | 2011 - 2013 |
| Club Deportivo Parrillas One | Honduras       | 2013 - 2014 |
| Bayamón Fútbol Club          | Puerto Rico    | 2014 —      |

## Palmarés

### Campeonatos nacionales
| Título                      | Club                         | País     | Año  |
| --------------------------- | ---------------------------- | -------- | ---- |
| Liga de Ascenso de Honduras | Club Deportivo Parrillas One | Honduras | 2013 |